# Bryan Rice
Bryan Rice (Roskilde, 29 maggio 1978) è un cantautore danese.

## Biografia
Ha debuttato nel 2005 con il singolo No Promises, canzone reinterpretata da Shayne Ward, vincitore della seconda edizione britannica del talent show X Factor, nello stesso anno, riscuotendo un gran successo in Irlanda e Regno Unito.
No Promises fu inserito nell'album di debutto del cantante intitolato Confessional e pubblicato dalla Boom! Records, sottoetichetta della EMI, che ha raggiunto la quarta posizione della classifica danese.
Dal primo album del cantante sono stati estratte come singoli anche la canzone Homeless Heart, cover dell'omonimo brano della cantante canadese Amanda Stott utilizzata come sigla del reality show Paradise Hotel, Can't Say I'm Sorry e Where Do You Go?. Can't Say I'm Sorry è stata reinterpretata da Erik Segerstedt, concorrente del talent show svedese Idol.
Nel 2007 ha pubblicato il suo secondo album, Good News, che ha raggiunto la trentaseiesima posizione della classifica danese. Dall'album sono stati estratti come singoli i brani I Lied, la title track Good News e Sleeping Satellite. Due anni dopo, nel 2009, viene pubblicato un nuovo singolo, Second Last Chance, ed è apparso tra gli autori della canzone Underneath My Skin, interpretata dalla cantante norvegese Christina Undhjem con la quale ha partecipato alla nota manifestazione canora danese Dansk Melodi Grand Prix.
Il suo terzo disco è stato pubblicato nel 2010 con il titolo Another Piece of Me, e contiene dei duetti con le cantanti Julie Berthelsen e con Emilia. A questo è seguito un altro album, del 2015, Hear Me as I Am.

## Discografia

### Album
- 2005 - Confessional
- 2007 - Good News
- 2010 - Another Piece of Me
- 2015 - Hear Me as I Am

### Singoli
- 2005 - No Promises
- 2006 - Homeless Heart
- 2006 - Can't Say I'm Sorry
- 2006 - Where Do You Go
- 2007 - I Lied
- 2007 - Good News
- 2007 - Sleeping Satellite
- 2009 - Second Last Chance
- 2010 - Breathing
- 2010 - There for You
- 2010 - Curtain Call (feat. Julie Berthelsen)
- 2011 - For the Love of the Game
- 2012 - Watch the Stars (feat. Emilia)
- 2013 - These Arms
- 2014 - I Choose You
- 2014 - Hear Me as I Am